# Хейнс, Кэролайн
Кэролайн Хейнс (англ. Caroline Haynes, полное имя Caroline Coventry Haynes; 1858—1951) — американская художница и бриолог, известная своими исследованиями печёночных мхов и других мохообразных растений.
Стандартное название Haynes используется для обозначения этой персоны в качестве автора в ссылках на ботаническое названия.

## Биография
Родилась 13 апреля 1858 года в Нью-Йорке.
После окончания школы в Нью-Йорке, несколько лет жила в Париже, где изучала живопись у Вильяма Бугро и Альфреда Стевенса, а затем у Клода Моне.
Вернувшись в 1902 году в Нью-Йорк, оставила живопись и увлеклась ботаникой, в частности, тайнобрачными растениями, обучаясь у американского учёного Маршалла Хау в Нью-Йоркском ботаническом саду до 1910 года. В этот период она начала публиковать свои труды с намерением привлекать других учёных собирать и изучать печеночные мхи.
Кэролайн Хейнс стала активным сторонником Общества Салливанта Мосса (Sullivant Moss Society) и основала в нём в 1904 году отделение по изучению мохообразных растений. Была избрана в этом же году первым куратором печёночных мхов и занимала эту должность до 1910 года.
В 1942 году она подарила гербарию Уильяма Фарлоу Гарвардского университета бо́льшую часть своей коллекции растений.
Умерла 4 сентября (по другим данным 6 сентября) 1951 года в Нью-Йорке и была похоронена в Бронксе на кладбище Woodlawn Cemetery.